# Banjska (Vučitrn)
Banjska (en serbocroata: Banjska /  Бањска) o Banjskë (en albanés: Banjskë) es un pueblo en el municipio de Vučitrn del distrito de Mitrovica de Kosovo.

## Toponimia
Después de 1999, el pueblo también se conoce como Bajë en albanés.

## Geografía
Banjska está al pie del Kopaonik, a 4 km al norte de Vučitrn. 

## Historia
El pueblo se menciona en la carta de Esteban Dušan de 1346. En el Memorial del monasterio de Deviča se mencionan los donantes serbios de este pueblo en 1765 y 1789. El pueblo cuenta con una antigua iglesia, bien conservada, dedicada a San Pedro. Nikoli, que fue quemado por los bomberos albaneses durante la ocupación en la Segunda Guerra Mundial, y que se encuentra en ruinas. En el pueblo también hay dos familias antiguas, una ortodoxa y otra islámica. Originalmente era propiedad de los serbios Ćamilovići de Vučitrn, y luego fue vendido a los turcos Badivuković de la misma ciudad. 

## Demografía
La evolución demográfica de Banjska entre 1948 y 2011 fue la siguiente:
| 456                                                 | 433 | 506 | 606 | 740 | 822 | 891 |
| (Fuente: Population of Kosovo since Yugoslav times) |     |     |     |     |     |     |

Según el censo de 1961, los albaneses eran el 62,4% (316 personas) de la población local y los serbios, el 37,5% (190 personas). En el censo de 2011 (boicoteado parcialmente por los serbios), los albaneses representaban el 98,43% de la población (877 personas); los serbios, el 0,45% (4 personas); y los bosniacos, el 0,11% (1 persona).